# Anaïs Lueken
Anaïs Lueken (* 20. Juli 1983 in Paris) ist eine deutsch-dänische Musicaldarstellerin.

## Berufliche Entwicklung
Nach dem Abitur absolvierte Lueken das Diplomstudium Schauspiel, Gesang und Tanz an der Folkwang Universität der Künste in Essen. Schon während des Studiums spielte Lueken die Chava in Anatevka bei einer Dänemark-Tournee und verkörperte als Cover die Roxie Hart in Chicago. Nach ihrem Abschluss 2008 arbeitete sie im Ensemble, als Solistin und als Swing in zahlreichen Musicalproduktionen.
Lueken war unter anderem als Ottilie Giesecke im Weißen Rössl bei den Domfestspielen in Bad Gandersheim, als Belle in Die Schöne und das Biest bei den Frøbjerg Festspielen und als Nessarose in Wicked im Det Ny Teater in Kopenhagen zu sehen. 2012 verkörperte sie das Blondgirl in Blondgirl Undercover, und danach die Meg Giry in Liebe stirbt nie.
2014/2015 war Lueken am Wiener Ronacher bei Mary Poppins unter anderem als Winifred Banks und in der Titelrolle Mary Poppins engagiert.
Seit der Spielzeit 2015/16 ist sie fixes Mitglied im Musical-Ensemble am Landestheater Linz, wo sie unter anderem die Kathy Selden in Singin’ In The Rain, die Sally Simpson in The Who's Tommy, das Flämmchen in Grand Hotel und Aschenputtel in Into the Woods verkörpert.
Die Spielzeit 2016/17 eröffnete Lueken als Aouda in der Uraufführung des Stückes In 80 Tagen um die Welt. In der europäischen Erstaufführung des Musicals Préludes von Dave Malloy verkörperte sie Natalja. In der deutschsprachigen Erstaufführung des Musicals Ghost – Nachricht von Sam nach dem gleichnamigen Film Ghost – Nachricht von Sam, welches am 18. März 2017 Premiere feierte, spielte sie die Hauptrolle der Molly Jensen.
In dem am 6. März 2019 uraufgeführten Musical „Der Hase mit den Bernsteinaugen“ von Henry Mason (Buch und Gesangstexte) und Thomas Zaufke (Musik) nach dem Weltbestseller „The Hare with Amber Eyes. A Hidden Inheritance“ von Edmund de Waal verkörpert Lueken  Sue, die Gattin Edmund de Waals, und dessen Großmutter Elisabeth von Ephrussi.
Seit der Spielzeit 2019/20 ist Lueken als freie Schauspielerin tätig.

## Engagements
- 2019/20: Venus in One touch of Venus (Staatsoperette Dresden)
- 2019/20: Paula Abagnale in Catch me if you Can (Staatstheater Darmstadt)
- 2019: Sue und Elisabeth von Ephrussi (Schauspielhaus Linz)
- 2019: Mutter in Ragtime (Musiktheater Linz)
- 2017: Velma von Tussle in Hairspray (Musiktheater Linz)[10]
- 2017: Claire de Loone in On The Town (Musiktheater Linz)[11]
- 2017: Molly Jensen in Ghost – Nachricht von Sam (Musiktheater Linz)
- 2017: Natalja in Préludes (Musiktheater Linz)
- 2016/17: Pam Lukowski in The Full Monty – Ganz oder gar nicht (Musiktheater Linz)
- 2016/17: Aouda in In 80 Tagen um die Welt (Musiktheater Linz)
- 2016: Marylin in Terra Nova oder das Weisse Leben (Musiktheater Linz)[12]
- 2016: Aschenputtel in Into the Woods (Musiktheater Linz)
- 2015/2016: Flämmchen in Grand Hotel (Landestheater Linz)
- 2015/2016: Kathy Selden in Singin´in the Rain (Musiktheater Linz)
- 2015/2016: Sally Simpson in The Who´s Tommy (Musiktheater Linz)
- 2014/2015: Miss Lark, Cover Mary Poppins; Cover Winifred Banks in Mary Poppins (Ronacher Wien)
- 2013/2014: Ensemble in Evita (Det Ny Teater Dänemark)
- 2013: Ensemble, Understudy Irene Roth in Crazy for You (Det Ny Teater Dänemark)
- 2012/2013: Understudy Meg Giry, Ensemble in Liebe stirbt nie (Det Ny Teater Dänemark)
- 2012: Blondgirl in Blondgirl Undercover (Bad Gandersheimer Domfestspiele)
- 2012: Popchor/Ensemble in Chess (Bad Gandersheimer Domfestspiele)
- 2012: Solistin bei der Domspitzen-Musicalgala (Bad Gandersheimer Domfestspiele)
- 2011/2012: Ensemble, Lady in Waiting, Understudy Zelda Sanders in Singin´ in the Rain (Det Ny Theater Dänemark)
- 2011: Ensemble, Anette, Boyland Sister, Understudy Grace Farrell in Annie (Det Ny Teater Dänemark)
- 2010/2011: Nessarose in Wicked (Det Ny Teater Dänemark)
- 2010: Schauspielern, Sängerin, Tänzerin, Choreograf-Assistentin bei der Schou Tur Revy (Dänemark)
- 2010: Solistin bei der Danish Bank Musical Gala (Dänemark)
- 2010: Belle in Die Schöne und das Biest (Frøbjerg Festspil, Dänemark)
- 2010: Schauspielerin, Sängerin, Tänzerin bei der Schou-Tur Revy (Dänemark)
- 2009: Fräulein Sørensen, Understudy Polyhymnia in Mød mig på Cassiopeia (Dänemark)
- 2009: Ottilie Giesecke bei Im Weißen Rössl (Bad Gandersheimer Domfestspiele)
- 2009: Karin Poth in Und es war Sommer (Bad Gandersheimer Domfestspiele)[13]
- 2008: June, Understudy Roxie Hart in Chicago (Det Ny Teater Dänemark)
- 2008: Solistin bei der Danish Bank Musical Gala (Dänemark)
- 2007: Swing, Understudy Roxie Hart und Velma Kelly in Chicago (Det Ny Teater Dänemark)
- 2007: Hope Cladwell in Pinkelstadt (Theater in Schaan Liechtenstein)
- 2007: Chava in Anatevka (Fredericia Teater und Dänemark Tour)